# Louis Howe
Louis McHenry Howe, född 14 januari 1871 i Indianapolis, Indiana, död 18 april 1936 i Bethesda, Maryland, var en amerikansk journalist och politisk rådgivare åt Franklin D. Roosevelt. 
Howe och Roosevelt inledde sitt samarbete 1913 då Roosevelt utsågs till biträdande marinminister. Howe blev god vän till familjen Roosevelt. I valet 1920 var Roosevelt demokraternas vicepresidentkandidat till presidentkandidaten James M. Cox men de förlorade stort mot republikanernas Warren G. Harding och Calvin Coolidge. Trots valförlusten var Howe övertygad om att Roosevelt hade en lysande politisk bana framför sig med sikte på att bli president men i augusti 1921 drabbades Roosevelt av polio och blev förlamad från midjan och nedåt. Roosevelt var övertygad om att hans politiska karriär var över men Howe gav inte upp. Under åren som följde fokuserade Howe sig på Franklins fru Eleanor Roosevelt och övertalade henne att tala på olika politiska möten och hon började ta en allt mer aktivare roll inom politiken.
År 1928 ställde Roosevelt upp i guvernörsvalet i delstaten New York och vann. Han omvaldes 1930.
År 1932 var det äntligen dags för Roosevelt att kandidera i presidentvalet där han vann stort över presidenten Herbert Hoover. Howe blev Roosevelts sekreterare och stabschef när denne tillträdde som president i mars 1933.
Howe avled den 18 april 1936 och hedrades med en statsbegravning tre dagar senare.